# Alan Douglas
Alan Douglas Rubenstein (Boston, 20 luglio 1931 – Parigi, 7 giugno 2014) è stato un produttore discografico statunitense.
È celebre per aver lavorato con artisti di prim'ordine, tra i quali Jimi Hendrix, Duke Ellington, Charles Mingus, Miles Davis, Lenny Bruce, John McLaughlin, e The Last Poets. Inoltre ha fondato e diretto la propria casa discografica, la Douglas Records.
Durante gli anni ottanta e novanta ha continuato a collaborare con grandi nomi della scena musicale come Eric Clapton, Queen, Bill Laswell, e S Club 7.

## Biografia

### Inizi
I primi tentativi di Douglas di diventare un produttore di musica jazz risalgono alla fine degli anni cinquanta. Iniziò a fare apprendistato nella piccola etichetta discografica della sua città natale Boston, la Duchess Records. Quando la società chiuse i battenti Douglas si trasferì a New York dove entrò in contatto con Symphony Sid, celebre promoter jazz dell'epoca, che lo introdusse nell'ambiente. A New York la carriera di Douglas iniziò a decollare, conobbe il proprietario della Barclay Records, Nicole Barclay, e si trasferì a lavorare a Parigi in Francia. Poco dopo fece ritorno in America per iniziare la carriera di dirigente alla United Artists che cercava un responsabile per il settore jazz della sua etichetta musicale.

### Anni Sessanta
A inizio anni sessanta Douglas dirigeva il dipartimento jazz della United Artists Records, dove produsse musicisti di fama internazionale come Art Blakey, Duke Ellington, Charles Mingus, Max Roach (il celebre album Money Jungle fu da lui prodotto) e Cecil Taylor. In seguito, fondata la propria etichetta discografica, pubblicò materiale e scritti di Allen Ginsberg, Timothy Leary, Malcolm X, del comico Lenny Bruce, e quindi produsse i The Last Poets, oggi riconosciuti come uno dei primi gruppi proto-rap in assoluto. Quando alla fine degli anni sessanta Hendrix espresse il desiderio di accostarsi all'ambiente jazz per ampliare i suoi orizzonti musicali, entrò in contatto con Douglas e insieme progettarono di lavorare insieme per la realizzazione di un album che avrebbe visto la partecipazione di artisti jazz come Gil Evans e Miles Davis, con il quale Douglas aveva già lavorato in precedenza, ma il progetto non poté avere seguito a causa dell'improvvisa scomparsa di Hendrix.

### Jimi Hendrix
Alla morte del manager di Hendrix, Mike Jeffery, avvenuta in un disastro aereo nel 1973, Douglas venne incaricato dalla Warner Bros., la casa discografica che deteneva i diritti sul catalogo musicale di Jimi Hendrix, di amministrare il patrimonio artistico lasciato dal chitarrista deceduto nel 1970. La metodologia di lavoro utilizzata da Douglas per la produzione di svariati album postumi di Jimi Hendrix fu oggetto di ripetute polemiche e critiche da parte del pubblico e degli addetti al settore. Quasi tutti i brani degli album Crash Landing e Midnight Lightning subirono una radicale operazione di post-produzione da parte di Douglas che convocò dei musicisti di studio per far loro sovraincidere nuove parti di basso e batteria sopra le tracce originali, e fece aggiungere un coro di voci femminili in una canzone che originariamente non ne prevedeva l'inclusione.
Altresì fece enorme scalpore il fatto che Douglas si autoaccreditò, insieme a Hendrix, i diritti d'autore di cinque brani presenti su Crash Landing data la massiva opera di manipolazione che le tracce avevano subito in studio in fase di post-produzione. Inoltre nel più recente Voodoo Soup cancellò la parte originale di batteria in due brani per sostituirla con una nuova suonata dal batterista Bruce Gary. Infine, nel 1993, nelle riedizioni in CD dei primi tre album di Hendrix, le copertine e l'artwork originale dei dischi, fu sostituito con delle nuove immagini della Jimi Hendrix Experience elaborate graficamente al computer.
Resta comunque il fatto, che il lavoro svolto da Douglas nel mantenere vivo l'interesse verso la musica di Hendrix durante gli anni ottanta e novanta, permise a generazioni di nuovi fan di scoprire e apprezzare l'opera di Jimi Hendrix, dando loro accesso a materiale altrimenti fuori catalogo o reperibile solamente su bootleg. Nel 1995, dopo varie battaglie legali con gli eredi di Hendrix, Douglas perse il diritto di pubblicazione sul materiale del musicista, che passò sotto il completo controllo della società Experience Hendrix LLC creata appositamente dai famigliari di Jimi per curare il patrimonio e organizzare le uscite di nuovo materiale relative al musicista di Seattle.

### Morte
Douglas è morto il 7 giugno 2014 nella sua casa di Parigi, Francia, a causa di complicazioni dovute a una caduta. Si è sposato quattro volte, ed ha avuto due figlie e un figliastro.